# Université d'État des transports de Saint-Pétersbourg
L'université d'État des transports de Saint-Pétersbourg (en russe : Петербургский государственный университет путей сообщения Императора Александра I) est une université de Saint-Pétersbourg en Russie.
Spécialisée dans le chemin de fer, son bâtiment principal est situé sur la perspective Moskovski.
Cet établissement a été fondé par le Catalan Agustín de Betancourt en 1809, avec deux ingénieurs français, Bazaine et Potier. Il prenait modèle, pour l'importance donnée aux cours de mécanique et de géométrie descriptive, sur l’École française des ponts et chaussées : Lamé et Clapeyron y enseignèrent peu après. L'Ecole des transports a joué un rôle considérable dans le développement du chemin de fer en Russie au fil des décennies. 

## Note
1. ↑  Stephen Timoshenko, History of strength of materials, McGraw-Hill Book Co., 1953 (réimpr. 1983, éd. Dover), 452 p., p. 114